# Literaturhaus Berlin

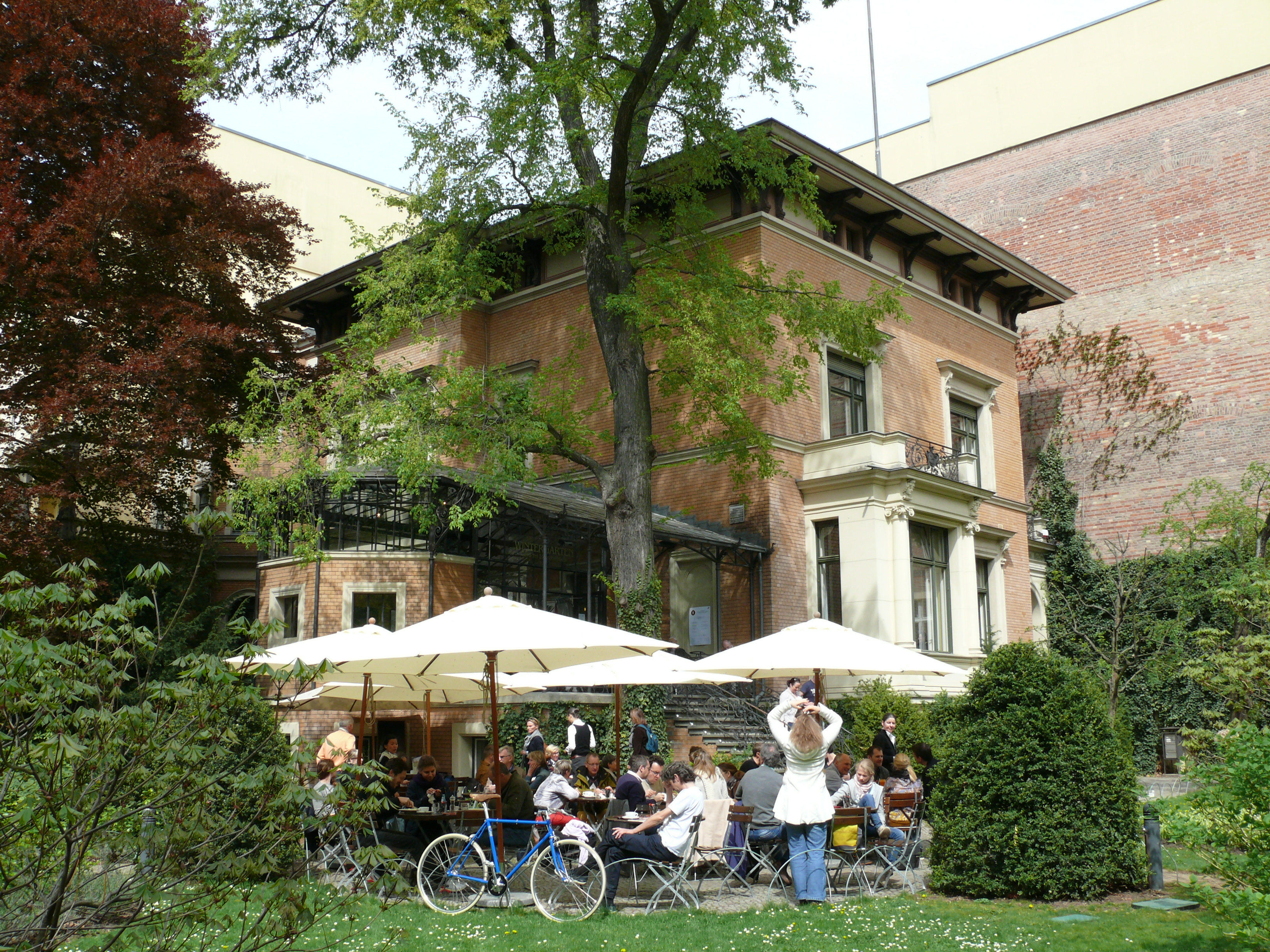
Literaturhaus Berlin på Fasanenstraße

Literaturhaus Berlin på Fasanenstraße i Berlin-stadsdelen Charlottenburg grundades 1986. Det brukar anges som förebild för många av dagens litteraturhus, både i Tyskland och internationellt.
Man bedriver en mångfald av aktiviteter kring samtida litteratur, som Lesungen (Autorenlesungen, författare läser ur och samtalar om böcker inför publik), föredrag, utställningar, fortbildningsseminarier och dylikt. I byggnaden finns även bokhandel och café.
Litteraturhuset drivs av en icke-kommersiell förening i samarbete med staden Berlin.
I samarbete med radiokanalen rbbKultur delar man varje år ut Walter Sernerpriset.